# Рогожин, Сергей Львович
Серге́й Льво́вич Рого́жин (род. 31 августа 1963, Бельцы, Молдавская ССР, СССР) — советский и российский певец, заслуженный артист России (1998). Известен как сольный исполнитель, а также как солист групп «АукцЫон», «Охота романтических их» и «Форум».

## Биография
Родился 31 августа 1963 года в семье следователя прокуратуры, коренного москвича, по распределению оказавшегося в молдавском селе, и учительницы французского языка, где, кроме него, жила младшая дочь Наталья.
В 1970 году семья переехала на Украину, в Запорожье, где окончил среднюю школу № 76. Пел в детском хоре. Потом занимался в студии актёра при Театре юного зрителя. Работал артистом запорожского ТЮЗа.
В 1982 поступил в ЛГИТМиК. Затем перевелся в Институт культуры на отделение режиссуры массовых зрелищ и эстрадных представлений. Окончил Ленинградский государственный институт культуры имени Крупской по специальности «режиссёр» в 1987 году.
Являлся участником группы «АукцЫон». Затем стал участником группы «Охота романтических Их». На рок-фестивалях Ленинградского рок-клуба, как обладатель впечатляющего природного тенора, в 1986 и 1987 годах признавался лучшим вокалистом. Затем в 1987 году стал солистом группы «Форум».
«Форум» исполнял традиционные танцевальные шлягеры, твист, рок-н-ролл, композиции в стиле электропоп и рок-баллады, романсы и народные песни. С 1988 по 1991 год группа участвовала в финале фестиваля «Песня года». В 1988 году с песней «На соседней улице» (муз. А. Морозова, сл. Д. Демина), в 1989 году — «Потемкинская лестница» (муз. А. Морозова, сл. Ю. Паркаева), в 1990 году — «Ревность» (муз. Л. Квинт, сл. О. Клименковой), в 1991 году — «Твои серые глаза» (муз. В. Сайко, сл. О. Клименковой).
В 1991 году группа стала лауреатом фестиваля «Шлягер—91». В 1992 Рогожин был удостоен «Гран-при» и приза зрительских симпатий фестиваля «Шлягер—92».
Музыканты гастролировали в большинстве городов СНГ и за рубежом (ГДР, Дания, Индия, Болгария, США, страны Южной Америки и Средиземноморья).
В 1993 году  участвовал в концертной программе фестиваля «Славянский базар» в Витебске.
Сыграл роли в фильме «Взломщик» и сериалах «Улицы разбитых фонарей», «Литейный, 4», «Агентство „Мангуст“», в сериале «Версия» (роль главы мафии Барона), а также в фильме «Афганская граница».
В 1998 году присвоено звание заслуженного артиста Российской Федерации.
21 мая 2024 года удостоен ордена «За заслуги в культуре и искусстве» (РФ)
С 28.09.1985 женат (жена Светлана), имеет дочь Александру (род. 18.05.1987).
Долгое время был консультантом по вопросам финансового планирования жизни, страхования жизни. С 1999 г. работал в фирме SI Save-Invest Ltd., с местонахождением в Швейцарии: начинал как менеджер по продажам, спустя несколько лет стал директором российского филиала. В 2022 г. был уволен из компании из-за политических взглядов.

## Политические взгляды
В интервью 2014 года Сергей Рогожин выразил политические симпатии к Владимиру Путину, одобрил аннексию Крыма Российской Федерацией. Рогожин сказал, что Путин «может быть, не самый идеальный», но достойный правитель. Артист отметил, что понимает это как человек с двумя высшими образованиями, одно из которых за рубежом. Также Рогожин сказал, что подписывал коллективное обращение к российской общественности деятелей культуры России в поддержку позиции президента по Украине и Крыму, но в списке подписавших обращение он не числится.
В 2022 году поддержал вторжение России на Украину публичным обращением к Путину и дуэтным клипом с Виктором Салтыковым на ремейк группы «Форум» «Мы люди». 19 октября 2022 года попал в санкционный список Украины за поддержку нападения на Украину. Ранее Рогожин был внесён ФБК в список коррупционеров и разжигателей войны за публичную поддержку действиям российской армии на Украине.

## Дискография
- АукцЫон — Вернись в Сорренто (1986)
- АукцЫон — Рио-де-Шушары (1986)
- АукцЫон — Д’обсервер (1986)
- Форум — Никто не виноват (1988) (LP)
- Форум — Форум — 5 Лет (1989) (2 МС) (Магнитоальбом)
- Форум — Зови меня (1990) (Магнитоальбом)
- Форум — Чёрный дракон (1991) (LP)
- Форум — Ревность (1989)
- Форум — Летняя зима (1993) (CD) (Lazer Film)
- Форум — Очи чёрные (1994) (ZeKo) (CD)
- Сергей Рогожин — Чайная ложечка сахара (1995) (ZeKo) (CD)
- Сергей Рогожин — Сам себе господин (1997) (DAT)
- Сергей Рогожин — Чупсомания в Новый год (1997)
- Сергей Рогожин — Моя Баттерфляй (новое + лучшее) (1999) (МС)
- Сергей Рогожин — Вечная любовь (2001)
- Сергей Рогожин — Имена на все времена (2002) (CD) (Kvadro)
- Сергей Рогожин — Песни про любовь (2008)
- Форум — 25 Лет «Old Kings Of The Pop» (Дуэтный альбом Сергея Рогожина и Виктора Салтыкова) (2009) (CD)
- Сергей Рогожин — Два сердца (2011) (CD) (Bomba Music)
- Сергей Рогожин — Новое + лучшее (Сергей Рогожин исполняет песни Анатолия Кальварского) (2013) (Книга + CD)

## Видеография
- «Книга учёта жизни» (1986)
- «На соседней улице» (1987)
- «Ревность» (1990)
- «Чёрный дракон» (1991)
- «Серые глаза» (1991)
- «Ветка персика» (1991)
- «Летняя зима» (1992)
- «Полюбить и не страдать» (1995)
- «Чайная ложечка сахара» (1997)
- «Моя butterfly» (1997)
- «Целуй» (1998)
- «Время хризантем» (1998)
- «Мне тебя не хватает» (2000)
- «Белый снег» (2003)
- «Песня про любовь» (2005)
- «Серенада» («Я тебя так люблю») (2006)
- «Давайте созвонимся» (2009)
- «Лунное серебро» (2011)
- «Завтра осень» (2013)
- «На краю земли» (2016)
- «Ради меня» (2017)
- «Белый конь» (2020)
- «Мы люди» (2022)
- «Россия — это мы!» (2022)
- «Zнаешь» (2023)
- «Белый, синий, красный!» (2023)

## Награды
- Орден «За заслуги в культуре и искусстве» (21 мая 2024 года) — за большой вклад в развитие отечественной культуры и искусства, многолетнюю плодотворную деятельность[16].
- Заслуженный артист Российской Федерации (31 августа 1998 года) — за заслуги в области искусства[1].